# Tapinocyba minuta
Tapinocyba minuta là một loài nhện trong họ Linyphiidae.
Loài này thuộc chi Tapinocyba. Tapinocyba minuta được James Henry Emerton miêu tả năm 1909.